# Quartz 2D
Quartz 2D è la tecnologia che raccoglie l'eredità del QuickDraw, il motore grafico del Mac OS. Attualmente QuickDraw è supportato in macOS nell'emulatore chiamato "Classic" e tramite le API Carbon. In quest'ultimo caso le chiamate al QuickDraw, mantenute per compatibilità, vengono emulate tramite Quartz.
Quartz è basato sulla versione 1.4 dell'Adobe Portable Document Format (PDF — è un formato multipiattaforma nato per preservare l'impaginazione dei documenti. Quindi, indipendentemente da quale sistema operativo o se sia a video o stampato, un file PDF mostra sempre la stessa impaginazione, con gli stessi caratteri, stili, colori, ecc.)
È un discendente diretto del Display PostScript di NeXT.
Quartz non è una semplice evoluzione di QuickDraw, è molto di più. L'approccio utilizzato da Quartz per gestire la grafica è molto più sofisticato di quello di Quickdraw. Quickdraw tratta lo schermo come una scacchiera molto grande dove i singoli pixel sono dei quadratini colorati. Quartz utilizza un approccio a più alto livello, tutte le entità da rappresentare sullo schermo sono viste come delle entità definite con delle coordinate. Tutta la visualizzazione è trattata dal punto di vista matematico, con varie entità che si possono sovrapporre. Su queste entità possono essere applicati degli effetti che modificano le entità stesse. Finita la fase di elaborazione, le entità vengono convertite in Grafica bitmap e visualizzate. Ciò consente di ottenere una rappresentazione grafica ottimale indipendentemente dalla risoluzione del monitor. Quartz supporta molte entità matematiche come curve di Bézier o spline. Quartz usa un approccio simile a quello utilizzato dal linguaggio PostScript o dal PDF per gestire la grafica, infatti inizialmente non si preoccupa di ottenere un'immagine da visualizzara ma prima genera una sua rappresentazione vettoriale da poter utilizzare per generare la bitmap da visualizzare. Potenzialmente questo approccio potrebbe esser applicato all'intera interfaccia utente, in modo da poterla renderizzare con diversi livelli di ingrandimento. Al momento questa funzionalità non è disponibile perché per compatibiltà con le applicazioni Carbon Apple ha deciso di mantenere l'assunto che lo schermo sia sempre rappresentato ad una risoluzione di 72 punto per pollice. È previsto che questa limitazione venga rimossa progressivamente a partire dal Mac OS X Tiger.